# Erik Burman
Hjalmar Erik Wilheim „Jerka“ Burman (auch Eric „Burre“ Burman; * 6. Dezember 1897 in Stockholm; † 31. März 1985 ebenda) war ein schwedischer Eishockeyspieler, der mit der schwedischen Nationalmannschaft an den Olympischen Sommerspielen 1920 und Winterspielen 1924 teilnahm. Dabei belegte er mit seinem Team jeweils den vierten Platz.

## Karriere
Erik Burmans Karriere ist in vielerlei Hinsicht einzigartig. Zunächst spielte er ab 1916 Bandy für den IK Göta und wurde für das Eishockeyturnier der Olympischen Sommerspiele 1920 nominiert, bei der erstmals eine schwedische Eishockeynationalmannschaft aufgestellt wurde. Burman erzielte bei diesem Turnier das erste Tor in der Geschichte des schwedischen Eishockeys, als er am 23. April 1920 das Tor zum 1:0 gegen Belgien schoss. Burman war zudem am 1. Februar 1921 beim zweiten Eishockeyspiel auf schwedischem Boden (gegen den Berliner SC) und am 17. Februar 1921 beim ersten Spiel zweier schwedischer Mannschaften (IK Göta – IFK Stockholm 13:0) aktiv, wobei Burman bei letzterem fünf Tore erzielte.
1921 gewann er mit der Nationalmannschaft die Goldmedaille bei der Europameisterschaft, bei der Europameisterschaft ein Jahr später die Silbermedaille. Bei den ersten Olympischen Winterspielen 1924 belegte er mit dem Nationalteam erneut den vierten Rang.
Burmann war der erste schwedische Spieler, der sowohl im europäischen als auch im nordamerikanischen Eishockey aktiv war. In Europa spielte Burman zwischen 1921 und 1923 für den Berliner Schlittschuhclub sowie beim Cercle des Patineurs d’Anvers (Antwerpen). Anschließend ging er für vier Jahre in die Vereinigten Staaten und spielte dort für verschiedene Mannschaften in Michigan und Minnesota, unter anderem YMCA, Detroit 57th Street Phantoms und die Minneapolis Street Runners. 1928 kehrte er zum IK Göta zurück und gewann mit dem Klub 1929 erneut die schwedische Meisterschaft.
Am 26. November 1940 absolvierte er sein letztes Liga-Spiel für den IK Göta, wobei er ein Tor gegen den IK Sture erzielte. Damit stellte Burman zwei Rekorde auf – mit 42 Jahren, 11 Monaten und 20 Tagen ist Burman bis heute der älteste Spieler der Svenska Serien, zudem ist er seither auch der älteste Torschütze der Liga. Anschließend spielte er weiter für die zweite (Amateur-)Mannschaft des Vereins und war bis in die 1970er Jahre für die Gamla Tre Kronor (Alte-Herren-Nationalteam) aktiv.
Insgesamt absolvierte Burman 14 Spielzeiten in der höchsten schwedischen Liga und erzielte dabei 54 Tore. Dabei wurde er dreimal Schwedischer Meister (1923, 1929 und 1930) mit dem IK Göta. Zudem lief er zwischen 1919 und 1934 insgesamt 34 Mal für die Nationalmannschaft in Länderspielen auf und erzielte dabei 24 Tore, zudem absolvierte er drei Testspiele des Nationalteams gegen Vereinsmannschaften, in denen er vier Treffer erreichte. Im Mai 2012 wurde Burman posthum in die Schwedische Eishockey-Ruhmeshalle aufgenommen.

## Erfolge

### Eishockey
- 1921 Goldmedaille bei der Europameisterschaft
- 1922 Silbermedaille bei der Europameisterschaft
- 1923 Schwedischer Meister mit dem IK Göta
- 1923 Bester Torschütze der schwedischen Meisterschaft 1923
- 1929 Schwedischer Meister mit dem IK Göta
- 1930 Schwedischer Meister mit dem IK Göta

### Bandy
- 1929 Schwedischer Meister mit dem IK Göta

## Sonstiges
Burman war körperlich stark und ein Allroundsportler. Neben Bandy und Eishockey betrieb er Leichtathletik und nahm als Läufer an Staffelwettkämpfen teil. Zudem beschäftigte er sich mit dem Rudersport, vor allem während seiner Zeit in Antwerpen und den USA, sowie dem Eisstockschießen und Tennis. Zwischen 1932 und 1935 war er als Ausbilder und Trainer in Finnland beschäftigt.